# Румънци във Венецуела
Румънците във Венецуела (на испански: Rumano Venezolano; на румънски: Românii din Venezuela) са етническа група във Венецуела.

## Численост
В страната има общо 10 000 румънци. 

## История
Румънците са предимно имигранти в страната, както и много други европейски националности, които са дошли след Втората световна война и политиката на правителствата на Варшавския договор . Румънците се приспособяват по-лесно към населението на страната, защото румънският и испанският език принадлежат към групата на романските езици.